# 吊襪帶

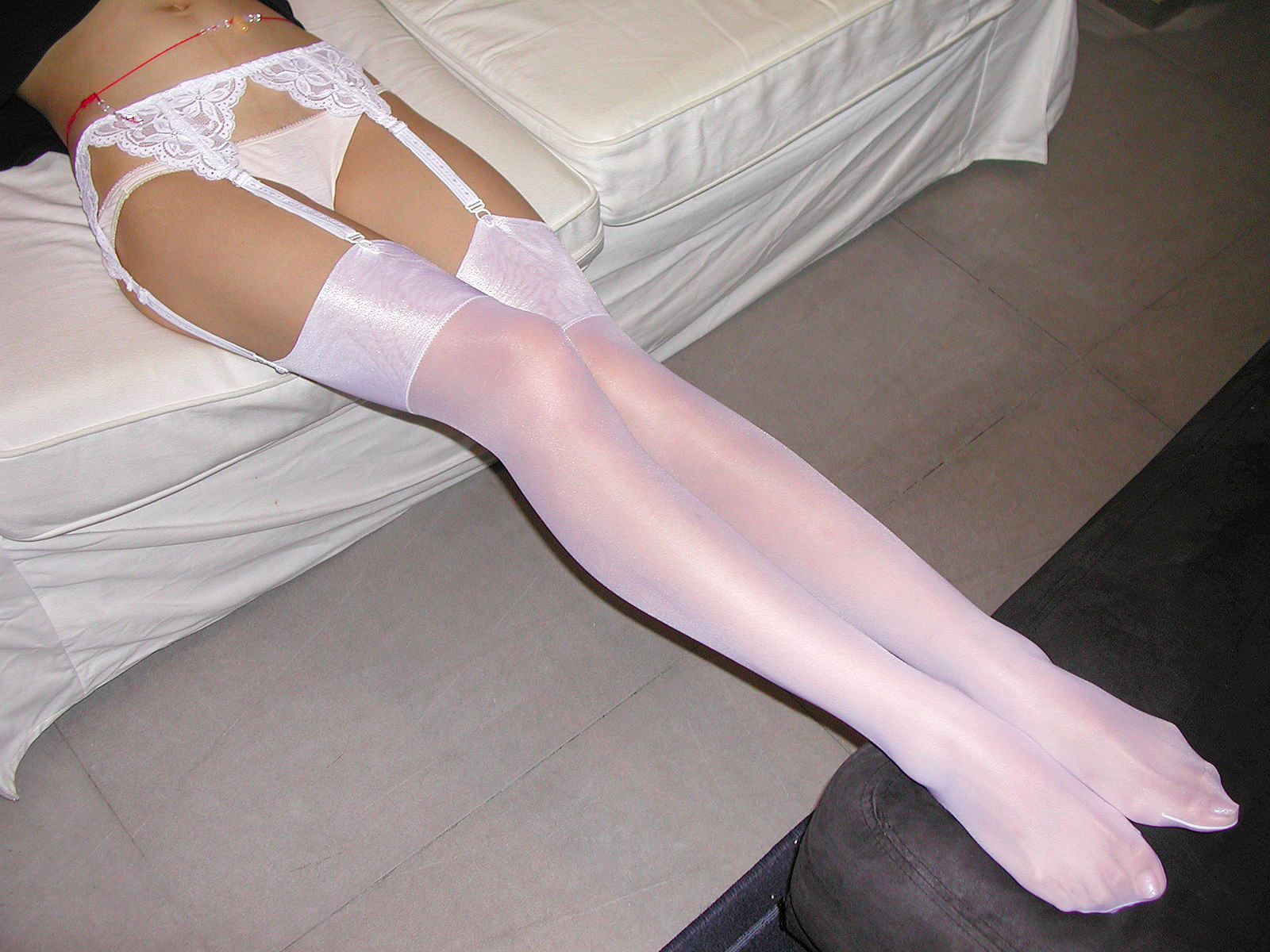
吊带袜

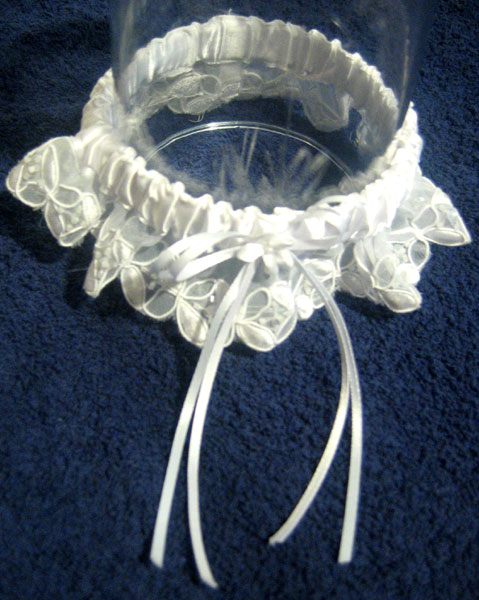
吊襪帶

吊襪帶於現代，通常為女性用、為了防止絲襪下滑的衣物。於男性群体中亦有吊袜带的出现，与女性吊袜带不同的是，男性吊袜带是两腿分开的，分别固定在左右小腿的腿肚子上，在现今有越来越流行的趋势。
英國的嘉德勳章的起源有傳是與吊襪帶有關。

## 功能
吊襪帶主要是防止絲襪從大腿至臀部上滑落。